# گوستاو یونگ
گوستاو یونگ (انگلیسی: Gustav Jung; ۴ ژوئن ۱۹۴۵ – ۱۵ ژانویهٔ ۲۰۰۰) بازیکن فوتبال اهل آلمان بود.
از باشگاه‌هایی که در آن بازی کرده‌است می‌توان به باشگاه فوتبال بایرن مونیخ و باشگاه فوتبال کارلسروهه اشاره کرد.
وی همچنین در تیم ملی فوتبال زیر ۲۱ سال آلمان بازی کرده‌است.